# Onosma farsicum
Onosma farsicum är en strävbladig växtart som beskrevs av Jiří Ponert. Onosma farsicum ingår i släktet Onosma och familjen strävbladiga växter. Inga underarter finns listade i Catalogue of Life.